# Tout le monde il est beau, tout le monde il est gentil
 Tout le monde il est beau, tout le monde il est gentil ("Wat zijn we leuk, wat zijn we aardig") is een satirische filmkomedie uit 1972, geregisseerd door Jean Yanne, die ook de hoofdrol voor zijn rekening nam. 
Het was de eerste film die de acteur Yanne regisseerde. Hij vond geen producent voor zijn project en vormde daarom samen met Jean-Pierre Rassam een eigen productiemaatschappij, Ciné Qua Non. De film, een  satire op het wereldje van de commerciële radiostations, werd een succes. Yanne schreef het scenario samen met Gérard Sire. Beiden waren eerder in hun carrière actief in de commerciële radio.
De film is erg muzikaal door het aantal liedjes die erin gezongen worden, met teksten van Yanne. Twee daarvan worden gezongen door de Franse zangeres en actrice Ginette Garcin.

## Verhaal
Journalist Christian Gerber stelt de nepreportages en andere wanpraktijken van zijn werkgever Radio Plus aan de kaak. Daarop wordt hij ontslagen door de directeur van het radiostation. Plantier, de rechtstreekse overste van Gerber, zet hem op een zijspoor binnen de zender. 
Weldra wordt een botsing met Plantier onvermijdelijk wanneer Gerber de draak steekt met het redactioneel beleid van de zender. Gerber kondigt zijn ontslag zelf aan op de zender. Wanneer de president inziet dat de programma's van zijn zender ondermaats zijn, vervangt hij Plantier door Gerber. Die pleit voor volledige redactionele vrijheid.

## Rolverdeling
| Acteur               | Personage                                        |
| -------------------- | ------------------------------------------------ |
| Jean Yanne           | Christian Gerber                                 |
| Bernard Blier        | Louis-Marcel Thulle, de president van Radio Plus |
| Michel Serrault      | Marcel Jolin                                     |
| Marina Vlady         | Millie Thulle                                    |
| Jacques François     | Plantier, de directeur                           |
| Jacqueline Danno     | Maïté Plantier                                   |
| Ginette Garcin       | de zingende scriptgirl                           |
| Henri Vilbert        | Aimé Gloran-Glabel, de politicus                 |
| Paul Préboist        | de dorpspastoor                                  |
| Daniel Prévost       | Sylvestre Ringeard                               |
| Jean-Roger Caussimon | eerwaarde heer Derugleux                         |